# Mícheál Ó Cléirigh
Mícheál Ó Cléirigh (1590-1643) fue un cronista irlandés, y el autor principal de los Anales de los cuatro maestros. Estuvo asistido por otros historiadores como, Peregrine O'Clery, Fergus O'Mulconry y Peregrine O'Duignan. Nació en Kilbarron, cerca de Greevy, entre Rossnowlagh y Ballyshannon, en la bahía de Donegal. Era nieto de un jefe de Uí Chléirigh y fue bautizado como Tadhg, pero se cambió el nombre por Michael cuando se convirtió en fraile franciscano. Era primo de Lughaidh Ó Cléirigh (1595-1630), el cual junto a su hijo Cacrigcriche Ó Cléirigh, uno de sus colaboradores, es también conocido como un afamado historiador de Irlanda.